# Januari 2016
Dit artikel geeft een chronologisch overzicht van de belangrijkste gebeurtenissen per dag van de maand januari in het jaar 2016.

## Gebeurtenissen

### 1 januari
- Nederland wordt de nieuwe voorzitter van de Raad van de Europese Unie.
- In België wordt de speculatietaks van kracht.
- Zeker dertien mensen komen om het leven nadat de veerboot waarop zij zaten zonk in de rivier de Nijl in Egypte.
- De autoriteiten in de Indiase hoofdstad New Delhi laten gedurende twee weken de ene dag auto's met even nummerborden en auto's met oneven nummerborden de andere dag de weg op om de luchtvervuiling in de stad te verminderen.
- Bij een schietpartij in de Israëlische stad Tel Aviv vallen twee doden.
- Bij een opstand in de gevangenis van Puerto Barrios in Guatemala komen acht mensen om het leven.
- Bij een zelfmoordaanslag op een Frans restaurant in de Afghaanse hoofdstad Kabul komen twee mensen om het leven. Terreurgroep Taliban eist de aanslag op.
- In Keulen worden meerdere vrouwen aangerand en bestolen door een grote groep mannen, naar men zegt met een Noord-Afrikaanse/Arabische uiterlijk. Ook in andere Duitse steden doet zich dit voor. Ten minste twee vrouwen doen aangifte van verkrachting. (Lees verder)
- In de Filipijnen vallen tijdens de nieuwjaarsnacht minstens twee doden en bijna 400 gewonden door onveilig vuurwerk en geweerschoten. Een vuurpijl legt een groot deel van een sloppenwijk van de hoofdstad Manilla in de as.
- In de Amerikaanse staat Texas wordt een wet van kracht die het toelaat om vuurwapens zichtbaar te dragen.

### 2 januari
- Bij een aanval op een luchtmachtbasis in India komen zeker tien mensen om het leven, onder wie de vier aanvallers.
- Saoedi-Arabië executeert 47 mensen, onder wie de prominente sjiitische geestelijke Nimr al-Nimr.
- Bij een zelfmoordaanslag op een restaurant in de Somalische hoofdstad Mogadishu vallen zeker vier doden. De aanslag wordt opgeëist door de terroristische organisatie Al-Shabaab.
- Saudi-Arabië zegt het staakt-het-vuren in Jemen op en hervat de bombardementen op de Houthi-rebellen.

### 3 januari
- Bij vijf zelfmoordaanslagen op een voormalige Amerikaanse militaire basis in Irak komen zeker vijftien mensen om het leven. Terreurgroep IS eist de aanslagen op.
- De burgemeester Gisela Mota Ocampo van de Mexicaanse stad Temixco wordt een dag na haar aantreden in haar huis door gewapende mannen gedood.
- De Turkse kustwacht redt 57 bootvluchtelingen uit de Egeïsche Zee.
- De Nederlands langebaanschaatser Arjan Stroetinga wint voor zesde keer het NK marathonschaatsen op kunstijs. Bij de vrouwen pakte Irene Schouten haar eerste NK-marathontitel.
- Het noorden van Nederland is dagenlang in de greep van ijzel.

### 4 januari
- Saoedi-Arabië verbreekt de diplomatieke banden met Iran. Aanleiding hiervoor is de bestorming van de Saudische ambassade in Teheran door woedende Iraniërs na de executie van de sjiitische geestelijke Nimr al-Nimr door Saudi-Arabië.
- Een krachtige aardbeving met een kracht van 6,8 op de schaal van Richter in het oosten van India kost aan minstens vier mensen het leven.
- Tientallen mensen vriezen dood in Polen.
- Denemarken stelt identiteitscontroles in aan de grens met Duitsland.
- Het Amerikaanse ministerie van Justitie en milieudienst EPA klagen de Duitse autofabrikant Volkswagen aan voor het jarenlang installeren van sjoemelsoftware in dieselauto's in de Verenigde Staten.
- Hongarije krijgt als eerste land ter wereld een gezichtendatabase. In de database komen de gezichtskenmerken van alle Hongaarse burgers en toeristen.
- De Franse oud-voetballer Zinédine Zidane volgt Rafael Benítez op als hoofdtrainer van de Spaanse voetbalclub Real Madrid.
- België en Nederland gaan gezamenlijke inspecties houden bij de kerncentrale Doel.

### 5 januari
- De dode lichamen van 21 bootvluchtelingen spoelen aan op de Turkse kust.
- De rechtbank Limburg verklaart de schoenenketens Dolcis, Invito, Manfield en PRO Sport failliet. Schoenenketen Scapino krijgt uitstel van betaling. Het moederbedrijf van de schoenenketens, Macintosh Retail Group, werd eerder failliet verklaard.
- De Venezolaanse president Nicolás Maduro beperkt de macht van het parlement. De maatregel komt nadat zijn partij bij de parlementsverkiezingen haar meerderheid verloor in de Asamblea Nacional.
- Bij een brand in een bus in het noorden van China komen zeventien mensen om het leven.

### 6 januari
- Noord-Korea claimt een succesvolle ondergrondse kernproef met een waterstofbom te hebben uitgevoerd. De kernproef ging gepaard met een aardbeving met een magnitude van 5.1. Naar aanleiding van deze kernproef legt de Veiligheidsraad van de Verenigde Naties het land twee maanden later nieuwe sancties op in resolutie 2270.
- De Duitse bondskanselier Angela Merkel krijgt de Four Freedoms Award toegekend.
- De Amerikaanse president Barack Obama onthult zijn wapenplan. Het plan behelst de aanvraag van een wapenvergunning om een vuurwapen te mogen bezitten en een verplichte controle naar de achtergrond van de koper.
- Duitsland stuurt 500 extra militairen naar Mali ter ondersteuning van de VN-missie aldaar.
- In de Syrische stad Madaya en twee plaatsen in het noordwesten van het land kampen de inwoners met hongersnood.
- De gouverneur van de Amerikaanse stad Californië roept de noodtoestand uit voor een buitenwijk van Los Angeles vanwege een maanden durende methaangaslek ten noorden van de stad.

### 7 januari
- Bij een bomaanslag bij een politie trainingscentrum in het noorden van Libië komen tientallen mensen om het leven.
- Ghana neemt twee Guantánamo-gevangenen op.
- De Franse politie verijdelt een aanslag op een politiebureau in de hoofdstad Parijs. Hierbij komt de aanslagpleger om het leven.
- Europol rolt samen met de Roemeense politie een bende op die in de Europese landen via een virus bankautomaten op afstand leegroofde.
- De Poolse president Andrzej Duda ondertekent de omstreden mediawet, die de regering meer macht geeft macht over de publieke omroep in het land.
- Israëlische militairen schieten vier Palestijnse messentrekkers dood.

### 8 januari
- Zuid-Korea hervat de luidsprekerpropaganda aan de grens met Noord-Korea als vergeldingsmaatregel voor de kernproef van het buurland.
- Bij een luchtaanval door de anti-IS-coalitie onder leiding van de Verenigde Staten in Syrië komen acht kinderen en drie vrouwen om het leven.
- De rechtbank Maastricht verklaart de schoenenketen Scapino failliet.
- De Duitse deelstaatminister Jäger van Noordrijn-Westfalen stelt de politiechef van Keulen op non-actief na de massa-aanranding in de stad tijdens nieuwjaarsnacht.
- De Mexicaanse president meldt dat de voortvluchtige drugscrimineel Joaquín 'El Chapo' Guzmán is gearresteerd. Bij zijn arrestatie komen vijf handlangers om het leven.
- Egyptische veiligheidstroepen verijdelen een aanslag door gewapende mannen op het Bella Vista Hotel in de badplaats Hurghada. Hierbij komen de aanslagplegers om het leven.

### 9 januari
- Bij een Russisch bombardement op een gevangenis en tribunaal van terreurgroep Al-Nusra Front in het noorden van Syrië vallen meer dan 50 doden.
- Bij een aanval op Israëlische militairen op de Westelijke Jordaanoever komen de Palestijnse aanvallers om het leven.
- De autoriteiten in de Chinese hoofdstad Peking gaan 2500 vervuilende bedrijven sluiten om de luchtvervuiling in de stad te verminderen.
- Het Rode Kruis en de Syrische regering bereiken een akkoord over hulpgoederen te leveren voor de Syrische stad Madaya en twee andere plaatsen, waar de inwoners kampen met hongersnood.

### 10 januari
- Bij gevechten tussen Turkse veiligheidstroepen en PKK-strijders in het zuidoosten van Turkije komen twaalf Koerdische militanten en een Turkse politieman om het leven.
- Bosbranden in het zuidwesten van Australië eisen aan zeker twee mensen het leven.
- Het Egyptische parlement komt weer bijeen om te vergaderen, nadat het werd ontbonden in 2012 na de winst van de Moslimbroederschap bij de presidentsverkiezingen.
- Bij een explosie op een schietbaan in Italië komen drie mensen om het leven.
- Bij een raketaanval op het Shiara-ziekenhuis in Jemen vallen vier doden.
- De Nederlandse schaatser Sven Kramer wint het EK allround voor de achtste keer. Bij de vrouwen pakte de Tsjechische Martina Sáblíková haar vijfde titel op het EK allround.
- Het Catalaanse parlement kiest Carles Puigdemont tot premier van de Spaanse autonome regio.
- De Amerikaanse film The Revenant wint drie Golden Globes, waaronder die voor beste dramafilm.
- David Bowie overlijdt in New York op 69-jarige leeftijd.

### 11 januari
- Bij een busongeluk in het oosten van Mexico vallen twintig doden.
- In de Nederlandse stad Den Haag gaat een internationale anti-terreurtop van start. Aan de anti-terreurtop nemen politici uit ruim 50 landen deel. De deelnemende landen spreken af gegevens over terreurverdachten uit te wisselen.
- De Europese Commissie bepaalt dat de belastingafspraken die België maakte met 35 multinationals illegaal is. Daardoor moet de Belgische overheid een bedrag van rond de 700 miljoen euro terugvorderen bij de multinationals.
- De politie in België pakt de Belgische jihad-deskundige en islamoloog Montasser AlDe'emeh en laat hem later die dag weer vrij. Hij wordt ervan verdacht een vals attest te hebben gemaakt voor een kandidaat-Syriëganger waaruit moest blijken dat hij een deradicaliseringscursus bij AlDe'emeh volgde, maar dat klopt volgens het gerecht niet.[1]
- Een bombardement in de buurt van de Syrische stad Aleppo raakt een school. Hierbij komen minstens twaalf kinderen om het leven.
- Bij een aanslag op een winkelcentrum in de Iraakse hoofdstad Bagdad komen achttien mensen om het leven.
- De Argentijnse voetballer Lionel Messi wint voor de vijfde keer de Ballon d'Or.
- Een eerste hulpkonvooi van de Verenigde Naties en de Syrische Rode Halvemaan met voedselpakketten en medicijnen arriveert in de Syrische stad Madaya.

### 12 januari
- Bij een explosie op het Sultanahmet-plein in de Turkse stad Istanboel komen tien Duitse en een Peruviaanse toerist om het leven.
- De Duitse ministers van Binnenlandse Zaken en Justitie worden het eens over strengere wetten die beogen criminele asielzoekers sneller het land uit te zetten.

- In Texel in Nederland spoelen 12 potvissen aan.

### 13 januari
- Bij een zelfmoordaanslag op een polio-vaccinatiecentrum in het westen van Pakistan komen zeker 14 mensen om het leven.
- De Wereldvoetbalbond FIFA ontslaat de secretaris-generaal Jérôme Valcke.
- Bij een zelfmoordaanslag op een moskee in Kameroen vallen zeker tien doden.
- De Europese Commissie start een onderzoek naar de machtsgreep door de Poolse regering bij het Constitutionele Hof.
- Denemarken verlengt de identiteitscontroles langs de grens met Duitsland tot begin februari.
- Een lawine in de Franse Alpen kost aan minstens drie mensen het leven.
- PvdA-Kamerlid Khadija Arib is gekozen tot voorzitter van de Tweede Kamer.

### 14 januari
- Bij verschillende terroristische aanslagen in de Indonesische hoofdstad Jakarta vallen acht doden, onder wie vier terroristen. Terreurgroep IS eist de aanslagen op.
- Vanuit de Syrische hoofdstad Damascus vertrekt een tweede hulpkonvooi met voedsel en medicijnen naar de stad Madaya, waar de inwoners te kampen hebben met hongersnood.
- De Wereldgezondheidsorganisatie verklaart de ebola-epidemie in West-Afrika officieel voorbij.
- Bij een bomaanslag op een politiebureau in het zuidoosten van Turkije vallen vijf doden.
- Uit een tweede rapport van het World Anti-Doping Agency komt naar voren dat binnen de wereld-atletiekbond IAAF ten tijde van het voorzitterschap van Lamine Diack sprake was van corruptie en falende dopingbeleid.
- De Chileense architect Alejandro Aravena wint de Pritzker Prize.
- Turkije bestookt doelen van terreurgroep IS in Irak en Syrië als vergelding voor de aanslag in Istanboel, waarbij elf buitenlandse toeristen om het leven kwamen. Hierbij komen bijna tweehonderd IS-strijders om het leven.
- Oman neemt tien gevangenen van Guantánamo Bay over.

### 15 januari
- Bij een ongeluk met een skibus in een wintersportgebied in Japan vallen 14 doden en 27 gewonden.
- In Sierra Leone steekt ebola opnieuw de kop op. De virusziekte eist minstens één leven.
- Bij een aanval door Al-Shabaab-strijders op een legerbasis van de Afrikaanse Unie in Somalië komen tientallen militairen om het leven.
- De hongersnood in de Syrische stad Madaya eist in ruim vier weken aan meer dan 30 mensen het leven.
- De Nederlandse gemeente Maastricht en de Duitse gemeente Aken ondernemen samen juridische stappen tegen de Belgische kerncentrale Tihange. De gemeentes vragen de rechter om de oude Belgische kerncentrale te sluiten in verband met de veiligheid.
- De Venezolaanse president Nicolás Maduro roept de economische noodtoestand in het land uit voor een periode van zestig dagen.
- Bij een aanslag en gijzeling in een luxe hotel in de Burkinese hoofdstad Ouagadougou komen zeker 27 mensen om het leven. De Burkinese politie maakte een einde aan de gijzeling en bevrijdde 150 gijzelaars uit het hotel. Terreurgroep Al Qaida in Maghreb eist de aanslag op.
- De Europese Unie en Nederland besluiten een rechtbank voor de berechting van oorlogsmisdadigers uit de Kosovo-oorlog te vestigen in de Nederlandse stad Den Haag.

### 16 januari
- De Taiwanese politica Tsai Ing-wen, leider van de pro-onafhankelijkheidspartij DPP, wint de presidentsverkiezingen in haar land. Daarmee is zij de eerste democratisch gekozen vrouwelijke president van Taiwan.
- Bij een explosie in een dorp in het noorden van Italië komen vijf mensen om het leven.
- De Asian Infrastructure Investment Bank gaat officieel van start.
- Iran en de Verenigde Staten wisselen gevangenen uit.
- De Verenigde Naties meldt dat hongersnood in de door terreurgroep IS belegerde Syrische stad Deir ez-Zor aan tot twintig inwoners het leven eiste. Honderden mensen zijn in de stad door IS geëxecuteerd.
- Bij een test met een nieuwe pijnstiller van het Portugese farmabedrijf Bial in een laboratorium in Frankrijk komt één proefpersoon om het leven; vier andere proefpersonen lopen onherstelbare neurologische schade op.

### 17 januari
- De Amerikaanse president Barack Obama roept de noodtoestand uit in de stad Flint in de staat Michigan vanwege drinkwater dat sinds 2014 met lood is verontreinigd.
- Bij een terroristische aanval op een hotel in Burkina Faso komen minstens 28 mensen om het leven. Meer dan 50 mensen raken zwaargewond. De vier aanvallers worden gedood.
- De economische sancties tegen Iran zijn per direct opgeheven. Hierdoor kan het land weer olie exporteren.
- Bij een zelfmoordaanslag in de Afghaanse stad Jalalabad komen zeker dertien mensen om het leven.
- De Griekse kustwacht redt samen met de Europese grensbewakingsorganisatie Frontex in de afgelopen dagen meer dan 350 bootvluchtelingen uit de Egeïsche Zee; zeker elf andere vluchtelingen verdrinken.
- Tienduizenden Britse veteranen van de Tweede Golfoorlog kampen met klachten als chronische vermoeidheid, spierpijn en cognitieve stoornissen. (Lees verder)
- In Colombia zijn meer dan 11.000 mensen besmet geraakt met het zika-virus.
- Uit een rapport van hulporganisatie Oxfam Novib komt naar voren dat de kloof tussen de allerrijkste en de allerarmsten van de wereld groter is geworden.

### 18 januari
- Een raket van het ruimtevaartbedrijf SpaceX ontploft tijdens een mislukte landing op zee.
- De Verenigde Staten stellen nieuwe sancties in tegen Iran vanwege een uitgevoerde test met een ballistische raket.
- Bij een explosie in het zuiden van Turkije valt één dode.
- Bij een Saudische luchtaanval op een politiebureau in de Jemenitische hoofdstad Sanaa komen zeker twintig mensen om het leven. Onder de slachtoffers zitten Houthi-rebellen en politieagenten.
- Het Wereldvoedselprogramma van de Verenigde Naties waarschuwt voor dreigende hongersnood in het door droogte getroffen zuidelijk Afrika.
- Een lawine in de Franse Alpen eist het leven aan vijf Franse militairen.
- Terreurgroep IS verovert een Syrisch dorp bij de stad Deir ez-Zor.

### 19 januari
- Een derde hulpkonvooi bereikt de door de Syrische regeringstroepen belegerde stad Madaya en de door de rebellen belegerde plaatsen Foua en Kefraya.
- De economische groei in China daalde in het afgelopen jaar tot 6,8 procent. Het is het laagste groeiniveau in 25 jaar tijd.
- De twee rivaliserende regeringen van Libië vormen in buurland Tunesië een eenheidsregering.
- Bij een zelfmoordaanslag op een politie controlepost in het noordwesten van Pakistan komen zeker elf mensen om het leven. Terreurgroep Taliban eist de aanslag op.
- Uit een rapport van de Verenigde Naties komt naar voren dat terreurgroep IS 3,5 duizend vrouwen en kinderen als slaaf houdt in Irak. De slaven zijn voornamelijk Jezidi's.

### 20 januari
- De mensenrechtenorganisatie Amnesty International meldt dat Koerdische strijders duizenden woningen in dorpen in Noord-Irak hebben verwoest en de Arabische bewoners verdreven.
- Uit satellietfoto's blijkt dat terreurgroep IS het zesde-eeuwse klooster Dair Mar Elia in de Iraakse stad Mosoel met de grond gelijk heeft gemaakt. Het was het oudste christelijke klooster van Irak.
- Bij een terroristische aanslag op een universiteit in de Pakistaanse stad Charsadda komen zeker 21 mensen om het leven.
- Het Syrisch Observatorium voor de Mensenrechten meldt dat terreurgroep IS 270 van de 400 ontvoerde inwoners van de Syrische stad Deir al-Zor heeft vrijgelaten.
- Bij een zelfmoordaanslag bij de Russische ambassade in de Afghaanse hoofdstad Kabul komen zeven mensen om het leven.
- Bij invallen door de politie in Duitsland en Turkije worden 35 leden van een grote mensensmokkelaarsbende opgepakt.
- Uit metingen blijkt dat 2015 het warmste jaar ooit is.
- Bij een aanslag in het noordwesten van Pakistan vallen 20 doden en 51 gewonden. De aanslag wordt opgeëist door de Taliban.

### 21 januari
- Bij een crash met een licht vliegtuig in de Braziliaanse stad Londrina komen vijf mensen om het leven.
- IS-strijders steken twee olietanks in brand in de Libische stad Ras Lanuf.
- Een rechter in India veroordeelt een miljonair tot een levenslange gevangenisstraf voor moord wegens het opzettelijk doodrijden van zijn portier.
- Twaalf vluchtelingen verdrinken, nadat de boot waarin ze zaten kapseisde voor de Turkse kust.
- Protesten tegen de hoge werkloosheid in twaalf Tunesische steden lopen uit op rellen. Hierbij komt een politieagent om het leven en raken meer dan vijftig agenten gewond.
- Bosnië en Herzegovina en Montenegro nemen elk een Guantánamo-gevangene op.
- Bij een bomaanslag bij de Piramiden van Gizeh in de Egyptische hoofdstad Caïro komen zes mensen om het leven. De aanslag wordt opgeëist door de Moslimbroederschap.
- De Myanmarese regering laat zo'n honderd politieke gevangenen vrij.
- Bij een dubbele zelfmoordaanslag bij een hotel en een restaurant in de Somalische hoofdstad Mogadishu vallen zeker 20 doden. De aanslagen zijn opgeëist door de jihadistische organisatie Al-Shabaab.

### 22 januari
- Tientallen bootvluchtelingen verdrinken op de Egeïsche Zee bij Griekenland.
- De gouverneurs van vier staten in het oosten van de Verenigde Staten kondigen de noodtoestand aan vanwege naderende zware sneeuwval.
- Bij een terreuraanslag op een restaurant aan een strand in de Somalische hoofdstad Mogadishu komen zeker 20 mensen om het leven. Terreurgroep Al-Shabaab eist de aanslag op.
- De Tunesische regering stelt een avondklok in voor het hele land na uit de hand gelopen protesten tegen de hoge werkloosheid in het Noord-Afrikaanse land.
- Uit berekeningen van het IMF blijkt dat de inflatie in Venezuela stijgt tot boven de 700 procent.

### 23 januari
- Een zware sneeuwstorm in het oosten van de Verenigde Staten eist aan zeker twintig mensen het leven.
- Bij een schietpartij in een dorp in het noordwesten van Canada komen tien mensen om het leven.
- Argentijnse wetenschappers ontdekken de fossiele resten van een nieuwe dinosaurus uit het Krijt. Het dier was circa 30 meter lang en had een gewicht van 77 ton. Het is de grootste dinosaurus die tot op heden is ontdekt. De nieuw ontdekte soort kreeg de naam Notocolossus.
- De gouverneur van de Amerikaanse staat New York kondigt de noodtoestand af in delen van de staat wegens de sneeuwstorm die de oostkust van de Verenigde Staten teistert.
- Israëlische militairen schieten een 13-jarige Palestijnse aanvalster dood.
- China kampt met de ergste koudegolf in dertig jaar.
- In Italië gaan tienduizenden mensen de straat op om te demonstreren voor gelijke rechten voor homostellen.

### 24 januari
- De Amerikaanse staat New Jersey kampt met overstromingen.
- Jordaanse militairen schieten twaalf mensen dood die probeerden vanuit Syrië de grens over te steken.
- Zeker dertien Costa Ricaaanse toeristen verdrinken nadat het schip waarop ze zaten kapseisde voor de kust van Nicaragua; negentien andere opvarenden worden gered.
- Een aardbeving met een kracht van 7,3 op de schaal van Richter treft het zuiden van de Amerikaanse staat Alaska.
- De Portugese politicus Marcelo Rebelo de Sousa wint de presidentsverkiezingen in zijn land.

### 25 januari
- Een koudegolf eist meer dan vijftig levens in de Oost-Aziatische landen China, Japan en Taiwan.
- Bij vier zelfmoordaanslagen op een markt in het noorden van Kameroen komen 28 mensen om het leven.
- Bij een mesaanval op de Westelijke Jordaanoever komen de twee Palestijnse messenaanvallers en een Israëlische vrouw om het leven.
- Bij een zelfmoordaanslag in de Syrische stad Aleppo komen zeker 23 mensen om het leven.
- Het Syrische leger verovert de strategisch gelegen stad Sheikh Maskin op het Vrij Syrisch Leger. Daarmee is een belangrijke aanvoerroute van de rebellen van hun hoofdkwartier in het zuiden van het land naar hoofdstad Damascus afgesneden.

### 26 januari
- Bij een dubbele zelfmoordaanslag in de Syrische stad Homs komen zeker 24 mensen om het leven. Terreurgroep IS eist de aanslagen op.
- De Raad van State bepaalt dat het uiterlijk van Zwarte Piet geen taak is van de Nederlandse overheid. Tevens oordeelt het adviesorgaan dat het aanpassen van de kleur van Zwarte Piet een aantasting is van de vrijheid van meningsuiting.
- Een meerderheid in het Deense parlement stemt in met het plan van de Deense regering om asielzoekers te laten meebetalen aan hun opvang met contant geld en juwelen.
- Het Nederlandse supermarktconcern Jumbo neemt de zelfstandige vestigingen van de failliete restaurantketen La Place over.
- Iraakse militairen vinden een massagraf met het stoffelijk overschot van meer dan veertig slachtoffers van terreurgroep IS in de stad Ramadi.

### 27 januari
- De rechtbank Den Haag oordeelt dat de Nederlandse Staat een schadevergoeding van 7500 euro moet betalen aan een vrouw die in 1949 op achttienjarige leeftijd werd verkracht door Nederlandse militairen op Nederlands-Indië.
- Het Amerikaans onderzoeksbureau FBI maakt een einde aan een bezetting van een overheidsgebouw in de staat Oregon door een gewapende militie. Bij een schietpartij die daar ontstond komt een militielid om het leven.
- Bij vier zelfmoordaanslagen op een markt in de Nigeriaanse plaats Chibok komen zeker dertien mensen om het leven.
- Het Internationaal Strafhof in Den Haag start een onderzoek naar mogelijke oorlogsmisdaden door Georgische, Russische of Zuid-Osseetse militairen tijdens de Russisch-Georgische Oorlog in 2008.
- Macedonië sluit de grens met buurland Griekenland voor alle vluchtelingen en migranten.
- Een Nederlander pleegt een aanslag op de president van Jemen waarbij 7 doden vielen. De aanslag wordt opgeëist door IS.

### 28 januari
- De grens tussen Noord- en Zuid-Soedan gaat voor het eerst open sinds de afscheiding van het zuiden in 2011.
- Minstens 24 bootvluchtelingen verdrinken in de Egeïsche Zee bij Griekenland.
- De Verenigde Staten vraagt de NAVO om AWACS-vliegtuigen in te zetten tegen terreurgroep IS.
- Macedonië opent de grens met Griekenland weer voor vluchtelingen.
- De Duitse stad Aken en de Nederlandse gemeenten Heerlen, Maastricht en Kerkrade stappen samen naar de Belgische rechter en naar de Raad van State om de Belgische kernreactor Tihange 2 te laten sluiten.
- Liemarvin Bonevacia en Dafne Schippers worden verkozen tot Nederlandse atleten van 2015. Marlou van Rhijn is paralympisch atleet van het jaar en Inge Drost talent van 2015. Bij de nieuwjaarsbijeenkomst van de Atletiekunie wordt Schippers ook benoemd tot lid van verdienste.

### 29 januari
- De Japanse centrale bank voert een negatieve intrest rente van 0,1 procent in voor financiële instellingen.
- In België vallen twee doden na het oneigenlijk gebruik van fentanylpleisters.
- Bij een terreuraanslag op een sjiitische moskee in het oosten van Saoedi-Arabië vallen minstens vier doden.
- Het kabinet-Rutte II gaat akkoord met een verzoek van de Verenigde Staten om terreurgroep IS ook in Syrië te bombarderen.
- Reddingswerkers bevrijden vier Chinese mijnwerkers die meer dan een maand vastzaten in een ondergrondse mijn in het oosten van het land.

### 30 januari
- Hulporganisatie Artsen zonder Grenzen meldt dat ook de Syrische stad Moadamiya kampt met hongersnood.
- Een lawine in het westen van Canada eist aan zeker vier mensen het leven.
- Turkije vraagt de Europese Unie (EU) om 5 miljard euro voor de opvang van vluchtelingen in het land. De EU zegde eerder 3 miljard euro toe aan het Europees Aziatische land.
- De Duitse tennisster Angelique Kerber wint voor het eerst in haar carrière een grandslamtoernooi door in de vrouwenfinale van de Australian Open de Amerikaanse titelverdedigster Serena Williams te verslaan.
- Meer dan dertig bootvluchtelingen verdrinken in de Egeïsche Zee bij Turkije.
- In de Italiaanse hoofdstad Rome verzamelen zich honderdduizenden mensen in het stadion Circus Maximus om te demonstreren tegen het homohuwelijk en de adoptierechten van homoseksuele koppels.
- Bij een aanval door terreurgroep Boko Haram op een dorp in het noordoosten van Nigeria komen zeker 65 mensen om het leven. Strijders van de terreurgroep staken hutten in brand met de bewoners erin en schoten dorpbewoners dood.
- Wielerbond UCI ontdekt mechanische fraude bij het WK veldrijden. De Belgische veldrijdster Femke Van den Driessche werd betrapt met een elektrische hulpmotor op haar fiets.

### 31 januari
- De Iraakse regering vraagt de internationale gemeenschap om omgerekend ongeveer 0,7 miljard euro voor humanitaire hulp aan de ruim 3 miljoen Iraakse inwoners die gevlucht zijn voor terreurgroep IS naar andere delen van het land.
- De Servische tennisser Novak Đoković wint voor de zesde keer de Australian Open door in de mannenfinale de Brit Andy Murray te verslaan.
- De Israëlische regering gaat akkoord met een voorstel voor een nieuw plein bij de Klaagmuur, waar mannen en vrouwen samen kunnen bidden.
- Bij meerdere aanslagen bij een sjiitisch heiligdom in de Syrische hoofdstad Damascus komen zeker 60 mensen om het leven. Deze aanslagen worden opgeëist door IS.
- Twee zelfmoordaanslagen nabij het Tsjaadmeer kosten drie mensen het leven, er vallen nog 86 gewonden. De aanslag wordt opgeëist door Boko Haram.
- In Krakau winnen de Duitse handballers voor de tweede keer de Europese titel door in de finale Spanje met 24-17 te verslaan.

## Overleden
<< · januari · februari · maart · april · mei · juni · juli · augustus · september · oktober · november · december · >>